# Ohta Jidosha
Ohta(Ота) — з 1922 року японський виробник автомобілів. Штаб-квартира розташована в місті Токіо. У 1956 році компанію купує фірма Tokyu Group. У 1960 році компанія припинила виробництво легкових автомобілів. У січні 1962 фірма була реорганізована в Tamashi Industries Company. Сьогодні компанія займається виробництвом запчастин для гоночних автомобілів.

## Хіро Ота
Хіро Ота народився в 1886 році, після закінчення початкової школи батьки віддали його працювати в сусіднє село на пивоварню. Працюючи там, Хіро проявив інтерес до механізмів, які використовувалися в цьому складному процесі виготовлення пива. У 1907 році він їде в Токіо, де влаштовується працювати у фірму Shibaura Engineering Works Ltd, яка сьогодні відома нам під вивіскою Toshiba. У 1910 році барон Іга запрошує Оту брати участь у побудові першого японського літака, проте в 1912 році Ота сильно постраждав під час випробувань цього літака, які зазнали невдачі, і відмовляється від участі в проекті, через що барон і сам припиняє роботи над літаком. Вивільнені потужності та обладнання Ота викуповує і засновує власну компанію Ohta Jidosha Seizosho Co, яка починає виробляти компоненти для мотоциклетних двигунів фірми Seikan Yamada, яка в свою чергу робила клони британських BSA, Triumph і американських Harley-Davidson.

## Заснування компанії
У 1914 році на заводі будується сконструйований Юнічі Асахіною 9-циліндровий літаковий двигун, об'ємом 11.7 л, який розвивав 100 сил, однак цей двигун не зацікавив військове відомство, якому і планувалося їх продавати. У 1917 році фабрика переїжджає на нове містечко під назвою Канда, в цей період головним джерелом доходу був ремонт двигунів, як для наземного транспорту, тобто мотоциклів, автомобілів, так і морських, оскільки фабрика розташовувалася біля берегів річки Янагіхара. У теж час Хіро починає проектувати власний автомобіль. У 1919 році він зміг побудувати власний двигун, який при об'ємі в 965 кубів мав 4 циліндри. Однак грошей на будівництво самого автомобіля не вистачало, тоді йому на допомогу приходить його зведений брат Ютака Ногучі, який був дуже багатим ділком, завдяки його фінансуванню в травні 1923 року був готовий автомобіль, який мав кузов родстер і вміщував 4-х пасажирів, машину назвали Ohta OS.
Бажаючи запустити автомобіль у серію, починається будівництво заводу для її виробництва та відкриття фірми Kunimitsu Seizosho, однак 1 вересня того ж року землетрус знищив завод, не знайшовши фінансів для відновлення проектів, Хіро Ота залишає цю ідею, а прототип, що зберігся, використовувався сім'єю як щоденний транспортний засіб.
Однак в 1930 році Хіро Ота, який весь цей час продовжував обслуговувати ДВЗ, переїжджає в Кандаівамото, де починає будувати завод, на якому планує виробляти модель OS, на яку він збирався встановлювати моторчик, об'ємом до 500 кубів. В 1930 році МВС Японії переглянуло ПДР і дозволило використовувати транспортні засоби з моторами, об'ємом до 500 кубів, водіям без прав, до цього безправним водіям дозволялося водити тільки ТЗ з моторами не більше 350 кубів.

## Початок виробництва автомобілів
У 1931 році завод був побудований, і після того, як МВС прийняло завод, почалося виробництво пікапів Ohta OS з моторчиками, об'ємом 484 см3. У той же час фірма починає виробляти і продавати замовникам двигуни, які мали код N5, незабаром з'являються моделі N7 і N9, перший — об'ємом 745 кубів, а другий — 897 кубиків. У 1935 році фірма перейменовується в Kosoku Kikan Kogyo Co Ltd, до цього часу було побудовано близько 160 пікапів. У компанію вливається величезна сума грошей, будується новий завод в Оморі, закуповується обладнання зі США та Німеччини, а штат працівників виростає з 15 осіб до 250.
Через рік починається виробництво кабріолета з 745-кубовим мотором, який розвивав 12.5 к.с., модель назвали ОС, в 1937 році машину модернізували і назвали OD.
Хіро Ота спроектував технічну частину цього автомобіля, а кузов розробив його старший син Юічі. Цей родстер мав раму з Х-подібним підсилювачем, який тільки недавно став застосовуватися в західному автомобілебудуванні, крім кабріолета можна було замовити і 5-місний фаетон, який також спроектував Юічі, але поставлявся він японською кузовною компанією Yanase, яка виробляла кузови для імпортних автомобілів, в основному марок Buick і Cadillac, які поставлялися до Японії. Ці автомобілі випускалися до 1938 року, в 1937 році Японія почала військові дії по відношенню до Китаю, і промисловість країни повинна була переключитися на виробництво військової техніки, до того моменту було вироблено близько 670 автомобілів моделі OD.
Ще в 1936 році в Японії на щойно збудованій трасі Тамагава проводять перший Всеяпонський гоночний чемпіонат, батько і його троє синів будують гоночний автомобіль з 747-кубовим мотором, форсованим до 23 к.с., який і приходить в цих змаганнях до фінішу першим. До 1937 році Datsun, який не розраховував на програш у змаганнях 1936 року, будує автомобіль з двигуном DOHC, оснащений компресором, проте під час тренувань Юічі постраждав і не вийшов на старт. В 1938 році уряд Японії забороняє проводити змагання, а на потужностях фірми випускають комплектуючі для літаків, крім них компанія починає випускати пожежні насоси.
Не витримавши такого обмеження, Юічі Ота залишає фірму і переходить працювати до головного конкурента батька — фірму Datsun. Саме там Юічі Ота створить свої найкращі автомобілі.
У 1945 році Японію окупують американські військові, за мирним договором було заборонено виробляти військові літаки, таким чином фірма залишається без замовлень, протримавшись до 1947 року, компанія нарешті отримує дозвіл на виробництво автомобілів, компанію перейменовують в Ohta Jidosha Kogyo Co Ltd. Первістком стала модель PA-1, яку оснастили довоєнним 750-кубовим мотором, потужність якого була доведена до 23 к.с., машина могла розвивати швидкість до 75 км/год.
Разом з цим автомобільчиком поновлюється виробництво пікапа OS, який оснащується таким же мотором і може піднімати до 500 кг вантажу. У 1950 році модельний ряд розбавляє седан з 900-кубовим мотором, який видавав 26 к.с., завдяки чому стає швидшим молодшої моделі, хоча і вона не виїжджала за рамки 80 км/год. Ця машина отримує гідравлічний привід передніх гальм.
У 1951 році замість застарілого пікапа виходить нове покоління, яке оснащується більш потужним 900-кубовим мотором — КА, а через рік з'являється седан з передньою незалежною підвіскою, хоча технічне оснащення залишається колишнім, кузов моделі PD поставляла фірма Tama від свого електрокара Junior, оскільки попит на електромобілі різко впав після початку військових дій в Кореї, які спричинили за собою зростання цін на свинець. У 1953 році на базі моделі РВ з'являється модель PF, дизайн якої був витриманий у британському стилі.
У 1954 році припиняється виробництво 750-кубової машини, тепер все, що виходить за межі конвеєра, було оснащено 900-кубовим 26-сильним агрегатом, у тому числі модель PH, яка технічно була ідентична РВ, але мала інший дизайн кузова. Однак ринок Японії перебував в занепаді, все через військові дій в Кореї, Хіро стає все складніше збувати свою техніку, плюс починають активуватися інші виробники автомобілів, які йдуть не по складному шляху — особистому проектуванні нових машин, а по більш простому — покупці ліцензій, з покупкою ліцензії японські фірми отримують і доступ до нових технологій та обладнання, що дозволяє випускати більшу кількість автомобілів. Експорт західних машин теж негативно позначається на попиті Ohta, оскільки вони були дешевші навіть після того, як за них віддавали митні податки. В цей же час з'являється останнє покоління пікапів — КС.
У січні 1955 року починається банкротне діловодство, проте, поки фірмою керує Ніхон Котчу, в світ виходить нова модель — PK, яка починає користуватися популярністю у таксистів. Ця машина мала напівнесучий кузов з підрамником, дизайн кузова імітував дизайн європейських «Фордів», технічно ніяких змін в порівнянні з попередниками не відбулося.

## Ohta в складі компанії Tokyu Group
У 1956 році помирає засновник компанії — Хіро Ота, його сини до його бізнесу не мають відношення і працюють в інших автомобільних компаніях в цей час, тим часом в 1957 році фірму викуповує Кейта Гото, глава фірми Tokyu Group, яка випускає вантажівки і автобуси під маркою Kurogane, відомою у нас по своєму маленькому штабному позашляховику K95 часів Другої світової. У цьому ж році готується до виробництва більш важкий пікап серії KD, під капотом цієї вантажівки, яка могла везти 1.5 т вантажу, розташовується 1.5 л мотор, розробка над яким почалася ще в першій половині 50-х років під керівництвом Хіро Ота, однак через фінансові проблеми він тільки тепер дійшов до конвеєра. У 1959 році фірма перейменовується в Kogyo Kurogane Tokyu.

## Припинення виробництва легкових автомобілів
Тим часом до 1960 року поступово щороку знімаються з виробництва моделі легкових автомобілів, так в 1958 році зі сцени пішла модель PF, тоді ж на автошоу був продемонстрований прототип PL, більший за габаритами седан з 1.5 л мотором, проте нові господарі вирішили не запускати цю машину в серію. У 1959 році припиняється збірка PH-1, яка вела свій родовід з 1950 року, і в 1960 році випускають останній седан моделі РК, у виробництві залишається тільки вантажна продукція.
У січні 1962 року Kogyo Kurogane Tokyu оголосила про свою неспроможність, фірма була реорганізована в Tamashi Industries Co, припинивши виробництво автомобілів, вона зайнялася виготовленням запчастин до них, а також спортивних розподілвалів, блоків мотора і т. д. для гоночних автомобілів. З 2004 року фірмою керує Куніхіро Ота, онук Хіро Оти, який і стояв біля витоків компанії.

## Список легкових автомобілів Ohta
- 1931 — Ohta OS
- 1936 — Ohta OC
- 1937 — Ohta OD
- 1947 — Ohta PA-1
- 1950 — Ohta PB
- 1951 — Ohta KA
- 1952 — Ohta PD
- 1953 — Ohta PF
- 1954 — Ohta PH
  - Ohta KC
- 1955 — Ohta PK
- 1957 — Ohta KD